# 조너선 우드하우스
조너선 우드하우스(Jonathan Woodhouse, 1987년 ~ )는 잉글랜드의 배우이다. 영화 《더 레이디》에서 알렉산더 아이리스 역으로 출연하였다.

## 출연 작품
- 더 레이디